# ميتار فاسيلييفيتش
ميتار فاسيلييفيتش (بالصربية: Митар Васиљевић) (من مواليد 25 أغسطس 1954) مجرم حرب من صرب البوسنة والهرسك أدين بارتكاب جرائم ضد الإنسانية وانتهاك قوانين أو أعراف الحرب من قبل المحكمة الجنائية الدولية ليوغوسلافيا السابقة لأفعاله في منطقة فيزيغراد خلال حرب البوسنة والهرسك. كان عضوا في مجموعة النسور البيضاء شبه العسكرية التابعة لميلان لوكيتش.
وجهت إليه ست تهم بارتكاب جرائم ضد الإنسانية وأربع تهم بارتكاب انتهاكات لأعراف الحرب دفع جميعها بأنه غير مذنب. بينما كان من المقرر في الأصل محاكمته مع ميلان وسريدوي لوكيتش استمرت قضيته من تلقاء نفسها حيث كان الآخرون لا يزالون طلقاء في ذلك الوقت.
أُدين فاسيلييفيتش في أربع تهم وحُكم عليه بالسجن عشرين عام تم تخفيضه إلى خمسة عشر عام بعد الاستئناف. تم سجنه في النمسا.
في 12 مارس 2010 مُنح فاسيلييفيتش الإفراج المبكر.